# Réz Lóránt
Réz Lóránt (Jászberény, 1975. január 16. –) magyar orgonaművész, zongora- és orgonapedagógus, az egri Eszterházy Károly Főiskola oktatója.

## Művészete
Az orgonairodalom széles spektrumát repertoárján tartja. Grigny, Sweelinck, Cabezon, Buxtehude, Reincken, J. S. Bach, Reger, Franck, Liszt, Mendelssohn, Haydn, Dupre, Durufle, Vierne, Koloss, Hindemit és kollégája Kátai László műveit hallhatjuk koncertjein.
Fő zenei területe Bach orgonaművészete és a köré csoportosuló szerzők muzsikája. A barokk zene mellett nyitott a kortárs zenei irányzatokra is.
Számos szólókoncertet adott hazánkban és külföldön (Olaszország, Franciaország, Spanyolország, Németország, Szlovákia, Románia, Jugoszlávia, Brazília).

## Nemzetközi orgonaversenyei
- Reger verseny Geisenkirchen, 1999
- Sweelinck verseny Gdansk, 2000
- Bach verseny Lipcse, 2004
- Kiemelt díjban részesült a szegedi orgonafesztiválon 2004-ben
- 2000-ben előadója volt a szegedi Bach Konferenciának

## Művészeti és pedagógiai elismerések
- 2011. Déryné díj – Jászberény
- 2012. Pro Agria szakmai díj – Eger
- 2013.  Miniszteri Elismerő Oklevél